# Oleksandr Peressunko
Oleksandr Olehowytsch Peressunko (ukrainisch Олександр Олегович Пересунко; * 8. Februar 2000 in Charkiw) ist ein ukrainischer Eishockeyspieler, der seit Februar 2023 beim HK Poprad in der slowakischen Extraliga spielt.

## Karriere

### Club
Oleksandr Peressunko begann seine Karriere als Eishockeyspieler bei Druschba-78 Charkiw und wechselte als 14-Jähriger in den Nachwuchsbereich des HK Berkut Kiew, mit dessen Mannschaften er ukrainischer U15-, U16- und U20-Meister wurde und 2016 auch die belarussische U16-Meisterschaft gewann. Er selbst wurde dabei mehrfach auch als Topscorer und Torschützenkönig ausgezeichnet. 2017 wagte er den Sprung nach Nordamerika, wo er 2019 mit den Boston Junior Bruins die National Collegiate Development Conference gewann und sowohl zum Offensive Player of the Year als auch in das All-Star-Team der Conference gewählt wurde. Nach diesem Erfolg verpflichteten ihn die Tigres de Victoriaville aus der Ligue de hockey junior majeur du Québec. 2020 kehrte er in die Ukraine zurück und schloss sich dem HK Donbass Donezk aus der Ukrainischen Eishockeyliga an. 2021 wurde er mit den Ostukrainern Ukrainischer Meister. Nach dem russischen Überfall auf die Ukraine 2022 wechselte er nach Budapest zum Újpesti TE und im Februar 2023 weiter zum HK Poprad in die slowakische Extraliga.

### International
Im Nachwuchsbereich spielte Peressunko für die Ukraine bei den U18-Weltmeisterschaften 2017, als er gemeinsam mit den Slowenen Jan Drozg und Rok Kapel und dem Italiener Stephan Deluca zweitbester Torschütze hinter dem Österreicher Marco Rossi war, und 2018, als er zum besten Stürmer des Turniers gewählt wurde, in der Division I. Mit der U20-Auswahl nahm er an den U20-Weltmeisterschaften 2018, 2019 und 2020 ebenfalls in der Division I teil.
Für die Herren-Nationalmannschaft nahm Peressunko erstmals an der Weltmeisterschaft der Division I 2019 teil. Auch 2022, 2023, als er nach seinem Landsmann Ihor Mereschko zweitbester Torvorbereiter des Turniers war,  und 2024, als er Topscorer, Torschützenkönig und bester Vorbereiter des Turniers war, spielte er in der Division I. Zudem vertrat er seine Farben bei der Olympiaqualifikation für die Winterspiele in Mailand 2026.

## Erfolge und Auszeichnungen
- 2015 Ukrainischer U15-Meister mit dem HK Berkut Kiew
- 2015 Topscorer und Torschützenkönig der ukrainischen U15-Liga
- 2016 Ukrainischer U16-Meister mit dem HK Berkut Kiew
- 2016 Topscorer, Torschützenkönig und bester Vorbereiter der ukrainischen U16-Liga
- 2016 Belarussischer U16-Meister mit dem HK Berkut Kiew
- 2017 Ukrainischer U20-Meister mit dem HK Berkut Kiew
- 2016 Topscorer und Torschützenkönig der belarussischen U16-Liga
- 2019 Gewinn der National Collegiate Development Conference mit den Boston junior Bruins
- 2019 Offensive Player of the Year und All-Star-Team der National Collegiate Development Conference
- 2021 Ukrainischer Meister mit dem HK Donbass Donezk

### International
- 2018 Aufstieg in die Division I, Gruppe A, bei der U18-Weltmeisterschaft der Division I, Gruppe B
- 2018 Bester Stürmer bei der U18-Weltmeisterschaft der Division I, Gruppe B
- 2024 Aufstieg in die Division I, Gruppe A, bei der Weltmeisterschaft der Division I, Gruppe B
- 2024 Topscorer, Torschützenkönig und bester Vorbereiter bei der Weltmeisterschaft der Division I, Gruppe B